# Anthipes
Anthipes és un gènere d'ocells de la família dels muscicàpids (Muscicapidae) que habiten als boscos d'Àsia, des del nord-est de l'Índia fins al sud-est asiàtic.

## Llistat d'espècies
Segons la classificació del Congrés Ornitològic Internacional (versió 11.2, 2021), aquest gènere conté dues espècies.
- Anthipes monileger - Papamosques gorjablanc.
- Anthipes solitaris - Papamosques front-roig.

## Taxonomia
En la classificació de Clements 6a edició (incloent revisions del 2009) i en versions anteriors del IOC, aquestes espècies estaven incloses al gènere Ficedula.